# Veenmuisspin
De veenmuisspin (Haplodrassus moderatus) is een spinnensoort in de taxonomische indeling van de bodemjachtspinnen (Gnaphosidae). De spin jaagt 's nachts en verschuilt zich overdag onder rotsen en bladeren. Het lijf van de spin is ovaalvormig, smal en puntig aan de achterzijde. 
Het dier komt uit het geslacht Haplodrassus en werd in 1897 beschreven door Kulczynski.